# Carmen (film 1913 Spagna)
Carmen è un film muto del 1913 diretto da Giovanni Doria e Augusto Turchi.

## Trama
Carmen sedeuce il capitano Don Josè, ma è innamorata del torero Escamillo. Don Josè non lo accetta e dopo una furibonda lotta con il torero fermata fortunatamente da Carmen stessa, il capitano ormai pazzo dall'ira la uccide mentre si sta recando in corrida da Escamillo.